# مکسیم کوچینسکی
مکسیم کوچینسکی (اوکراینی: Максим Віталійович Кучинський؛ زادهٔ ۲۸ ژوئن ۱۹۸۸) بازیکن فوتبال اهل اوکراین است.
وی همچنین در تیم ملی فوتبال Ukraine U19 بازی کرده‌است.